# 아에그노르
아에그노르(Aegnor)는 피나르핀의 삼남으로 자신의 형제들과 함께 발리노르에서 가운데땅에 온 놀도르 군주다.
태양의 1시대 벨레리안드 북쪽의 도르소니온에서 앙그로드와 함께 거하며, 모르고스에게 대항했다. 그러나 다고르 브라골라크로 그는 상고로드림의 화염에 앙그로드와 같이 전사하고 만도스의 전당으로 향했다.
그는 인간 안드레스를 사랑한 것으로 유명하며, 전쟁 중 혼인이 불가능한 엘다르의 법도에 따라 죽기 전까지 혼인하지 않았고 서녘에서 부활이 가능했으나 사랑이 좌절되어 부활을 거부했다.